# Арбанашка (Босна и Херцеговина)
Арбанашка (на сръбски: Арбанашка) е село в Босна и Херцеговина, разположено в община Требине, в ентитета на Република Сръбска. Населението му според преброяването през 2013 г. е 0 души.

## Население
Численост на населението според преброяванията през годините:
- 1961 – 11 души
- 1971 – 7 души
- 1981 – 3 души
- 1991 – 2 души
- 2013 – 0 души